# Plataforma Cívica (Rusia)
Plataforma Cívica (en ruso: Гражданская Платформа, Grazhdanskaya Platforma), es un partido político ruso fundado el 4 de junio de 2012 por Mijaíl Prójorov, uno de los hombres de negocios más ricos de Rusia.
El partido se formó con 500 miembros, el número mínimo requerido por la ley para que una formación política se registre en Rusia.

## Historia
Mijaíl Prójorov comenzó a participar en política en mayo de 2011, cuando se anunció que se uniría al liderazgo del partido político proempresarial Causa Justa. En junio, Prójorov fue elegido líder del partido. Sin embargo, en septiembre renunció a Causa Justa diciendo que era un 'partido de títeres del Kremlin'.
En diciembre de 2011, después de las elecciones legislativas, Prójorov anunció que se presentaría a las elecciones presidenciales de 2012 contra Vladímir Putin como candidato independiente. En las elecciones presidenciales de marzo de 2012, Prójorov obtuvo el 7,94% de los votos y prometió crear un nuevo partido. En su sitio oficial invitó a sus seguidores a participar en la selección de un nombre para el partido que se iba a organizar.
Entre los nombres propuestos se encontraban Partido "Nueva Rusia", Partido Democrático de Rusia y Partido Rusia Libre. Finalmente, en junio de 2012, Prójorov anunció que el nuevo partido llevaría el nombre de "Plataforma Cívica".
En febrero de 2015, para sorpresa de algunos, miembros de Plataforma Cívica participaron en las manifestaciones "anti-Euromaidán" (pro-Putin) en Moscú, lo que provocó que Prójorov abandonara la colectividad. En abril de ese año, Rifat Shaijutdinov fue elegido nuevo líder. Bajo su liderazgo, Plataforma Cívica participó en las elecciones legislativas de 2016. Obtuvo un 0,2% de los votos y un escaño en la Duma Estatal (obtenido por Shaijutdinov en un distrito electoral).
El 11 de diciembre de 2017, el líder de Plataforma Cívica Rifat Shaijutdinov anunció que su partido apoyaría al actual presidente Vladímir Putin en las elecciones presidenciales rusas de 2018.